# Црна удовица (ТВ серија)
 (срп. Црна удовица) колумбијска је теленовела, продукцијске куће РТИ, снимана у копродукцији са мексичком Телевисом и колумбијским Караколом током 2013. и 2014.
У Србији је током 2018. и 2019. прва сезона серије приказивана на локалним телевизијама.
Серија је базирана на роману „Господарица Пабла Ескобара“ (шп. La patrona de Pablo Escobar), аутора Хосеа Гуарниза. Прати живот Гриселде Бланко, најутицајније жене из индустрије наркотика. Рођена 1943, позната као Краљица кокаина или Кума, Гриселда је у периоду од 1970-их до 1980-их била међу првим Колумбијцима који су из своје земље кријумчарили дрогу у Сједињене Америчке Државе. Једна је од оснивача картела кокаина из Медељина, „заслужна“ је за успостављање многих шверцерских рута и подучавала је колумбијског краља дроге Пабла Ескобара. Терети се за многа убиства, између осталог убијала је и своје мужеве, те понела и надимак Црна удовица. Амерички суд осудио је Бланкову на 20 година затвора. 2004. депортована је у Колумбију, а 2012. убијена у свом родном граду.

## Синопсис
Иако би требало да буде благослов, анђеоска лепота Гриселде Бланко њено је највеће проклетство. Када је имала четрнаест година, мајчин партнер јој је безобзирно одузео невиност и тако у њој пробудио бес који ће бити њен сапутник током целог живота. Након што се осветила свом силоватељу, Гриселда се заљубила по први пут. Међутим, њена љубав Сехас је издаје и тако несвесно пише прво поглавље приче о Црној Удовици.
Од тог момента Гриселда, која је постала позната и као Кума, посвећује свој живот развијању наркотрафикинга. Тако упознаје свог другог супруга, оца свог детета, али убија и њега јер ју је прво издао, а онда планирао да јој одузме сина. Након тога, живот најмоћније жене у свету дроге преплиће се са судбином полицајца Норма Џоунса, који успева да је ухапси и стрпа иза решетака, истовремено кријући своју љубав према њој.
Гриселда у затвору упознаје адвоката који ће постати њен трећи муж. Међутим, као да се ради о неизбежном проклетству, он је такође издаје, па она наређује својим људима да га убију. Најзад, у њен живот улази дилер Тајлер који отворено исказује дивљење и поштовање према њој. Након што постану муж и жена пред матичарем, њих двоје у затвору проживљавају страсну романсу. Ипак, његови дани су одбројани када Гриселда сазна да је он заправо прикривени тајни агент.
Прича достиже врхунац када Гриселда, након што је на смрт осудила све своје мужеве, сазнаје да је њен син Мајкл киднапован. Отео га је колумбијски нарко бос, јер је Црна Удовица наредила својим људима да убију његову нећаку Марту. Овај догађај навешће Гриселду да до детаља испланира своје бекство из затвора, и то на дан када треба да буде погубљена на електричној столици. Успева да спаси сина, али и стане на крај свим искушењима која јој је судбина спремила. Све док не дође њен судњи час, када атентатор на мотору, пуцајући у њу, ставља тачку на њен живот, претварајући тако причу о Црној Удовици у легенду која наставља да живи и након њене смрти…

## Сезоне
| Сезона | Сезона | Број епизода | Премијера сезоне  | Крај сезоне   |
| ------ | ------ | ------------ | ----------------- | ------------- |
|        | 1      | 81           | 23. фебруар 2014. | 8. јун 2014.  |
|        | 2      | 58           | 28. фебруар 2016. | 22. мај 2016. |

## Улоге
| Глумац:                                      | Улога:          |
| -------------------------------------------- | --------------- |
| Ана Серадиља Еилен Морено Марија Хосе Варгас | Гриселда Бланко |
| Хулијан Роман Карлос Фелипе Санчез           | „Ричи”          |
| Рамиро Менесес                               | „Шугар” (Шећер) |
| Хуан Пабло Гамбоа                            | Норм Џоунс      |
| Лучо Веласко                                 | Антонио Робајо  |
| Маргарита Рејес                              | Селија          |
| Алекс Хил Сантијаго Рејес МС                 | „Килер” (Убица) |
| Франциско Боливар                            | агент Гарсија   |
| Џени Осорио                                  | Хулијана        |
| Емилија Себаљос                              | Кати            |
| Катерин Порто                                | Сусана          |
| Тијаре Есканда                               | Ана Бланко      |
| Маурисио Мехија                              | Пабло Ескобар   |
| Вивијана Серна                               | Карла           |
| Федерико Ривера                              | Хосе            |
| Камило Вилсон                                | „Сехас”         |
| Луис Фернандо Монтоја                        | Енсо Виторија   |
| Норма Нивија                                 | „Швабица”       |
| Хуан Карлос Месијер                          | Рестрепо        |
| Ана Солер                                    | гђа Рестрепо    |
| Фернандо Солорзано                           | Гуахуанко       |
| Илија Росендал                               | државни тужилац |